# Саглы
Саглы (тув. Саглы), Кызыл-Тей — село в Овюрского кожууне Республики Тыва. Административный центр и единственный населённый пункт  Саглынского сумона. Находится в пограничной зоне.

## География
Село находится у р. Саглы, возле впадения в нее р. Орта-Хаадын.
Уличная сеть
ул. Борбаанды Буян,  ул. Доргун,  ул. Мугур,  ул. Набережная. 
К селу административно относятся  местечки (населённые пункты без статуса поселения) м. Адарган,  м. Арзайты,  м. Биче-Бош-Даг,  м. Биче-Кара-Тей,  м. Даг-Дозу,  м. Деспек,  м. Калчан, 668132 м. Кара-Тей,  м. Кара-Узун,  м. Кезек-Дыттар,  м. Кок-Тей,  м. Мугур,  м. Оваалыг-Даг,  м. Ортен-Одек,  м. Сайлыг,  м. Теректиг-Оруу,  м. Улуг-Даг,  м. Халын,  м. Хачы-Баалыы,  м. Хову,  м. Хову-Бажы,  м. Хорумнуг-Ой,  м. Чараш-Дыт. 
Географическое положение
Расстояние до:
районного центра Хандагайты: 59  км.
центра республики Кызыл: 259  км.
Ближайшие населенные пункты
Хорумнуг-Ой 23 км, Бора-Шай 34 км

## Население
| 2002 | 2010 | 2011 | 2012 | 2013 | 2014 | 2015 |
| ---- | ---- | ---- | ---- | ---- | ---- | ---- |
| 1058 | ↘815 | ↘814 | ↘793 | ↘790 | ↗793 | ↘776 |
| 2016 | 2017 | 2018 | 2019 | 2020 | 2021 |      |
| ↘768 | ↘767 | ↗773 | ↗794 | ↗798 | ↘747 |      |

## Известные уроженцы, жители
Сайдаш Бегзиевич Монгуш (6 августа 1976) — заслуженный артист Республики Тыва (2010), актёр Национального музыкально-драматического театра имени В. Кок-оола.

## Инфраструктура
Саглынская средняя общеобразовательная школа Овюрского Кожууна
Сельский клуб
Отделение почтовой связи села Саглы
Администрация села Саглы
Администрация сумона Саглы
В 2018 году появились водоколонки.
Проведен ВОЛС Хандагайты — Саглы — Мугур-Аксы.

## Достопримечательности
Улуг-Хорум (Храм Солнца) находится вблизи пос. Саглы.

## Транспорт
Автодорога местного значения  «Хандагайты-Саглы».